# 苏国璋
苏国璋（1948年—），汉族，中华人民共和国政治人物、第十一届全国政协委员。
加入中国民主同盟，担任广西桂剧团名誉团长。2008年，当选第十一届全国政协委员，代表文化艺术界，分入第二十六组。